# Volley Bergame
Maillots
Le Volley Bergame est un club italien de volley-ball féminin fondé en 1991 et basé à Bergame qui évolue pour la saison 2022-2023 en Serie A1.

## Noms précédents
En raison de contrats de sponsoring, le club a concouru sous les noms suivants :
- Volley Bergamo (1991–1992)
- Foppapedretti Bergamo (1992–2000)
- Radio 105 Foppapedretti Bergamo (2000–2006)
- Play Radio Foppapedretti Bergamo (2006–2007)
- Foppapedretti Bergamo (2007–2010)
- Norda Foppapedretti Bergamo (2010–2012)
- Foppapedretti Bergamo (2012–2018)
- Zanetti Bergamo (2018–2021)
- Volley Bergamo 1991 (2021– )

## Palmarès
- Championnat d'Italie[3]
  - Vainqueur : 1996, 1997, 1998, 1999, 2002, 2004, 2006, 2011.
  - Finaliste :2001, 2005.
- Coupe d'Italie[3]
  - Vainqueur :1996, 1997, 1998, 2006, 2008, 2016[4]
  - Finaliste : 2001, 2002, 2004, 2005, 2010, 2011, 2014[5]
- Supercoupe d'Italie[3]
  - Vainqueur :1996, 1997, 1998, 1999, 2004, 2011
  - Finaliste : 2001, 2002, 2005, 2008, 2016[6]
- Coupe des champions[3]
  - Vainqueur : 1997, 1999.
- Ligue des champions[3]
  - Vainqueur : 2000, 2005, 2007, 2009, 2010
  - Finaliste :2002.
- Coupe de la CEV[3]
  - Vainqueur :2004.
  - Finaliste :2001.

## Entraîneurs successifs
- 1993-1995  Francesco Sbalchiero
- 1995-1997  Atanas Malinov
- 1997-2000  Marco Bonitta
- 2000-2002  Giuseppe Cuccarini
- 2002-2003  Mario Di Pietro
- 2003-2005  Giovanni Caprara
- 2005-2007  Marco Fenoglio
- 2007-2010  Lorenzo Micelli
- 2010-2012  Davide Mazzanti
- 2012-2017  Stefano Lavarini
- 2017-2018  Stefano Micoli
- 2018-2019  Matteo Bertini
- 2019-2019  Marcello Abbondanza
- 2019-2000  Marco Fenoglio
- 2020- ...       Daniele Turino

## Bilan par saison
| Saison    | Division | Saison régulière | Phase finale | Coupe d'Italie | Supercoupe d'Italie | Coupes d'Europe               |
| --------- | -------- | ---------------- | ------------ | -------------- | ------------------- | ----------------------------- |
| 2019-2020 | Serie A1 | 8e               | non disputée | -              | -                   | -                             |
| 2018-2019 | Serie A1 | 10e              | 10e          | -              | -                   | -                             |
| 2017-2018 | Serie A1 | 10e              | 10e          | -              | -                   | -                             |
| 2016-2017 | Serie A1 | 4e               | 1/4 finale   | 1/4 finale     | -                   | -                             |
| 2015-2016 | Serie A1 | 7e               | 1/2 finale   | Vainqueur      | Finaliste           | -                             |
| 2014-2015 | Serie A1 | 8e               | 1/4 finale   | 1/4 finale     | -                   | -                             |
| 2013-2014 | Serie A1 | 3e               | 1/4 finale   | Finaliste      | 3e                  | -                             |
| 2012-2013 | Serie A1 | 3e               | 1/2 finale   | 1/2 finale     | -                   | -                             |
| 2011-2012 | Serie A1 | 6e               | 1/2 finale   | 1/4 finale     | -                   | -                             |
| 2010-2011 | Serie A1 | 2e               | Champion     | Finaliste      | Vainqueur           | Poule B Ligue des champions   |
| 2009-2010 | Serie A1 | 3e               | 1/2 finale   | Finaliste      | -                   | Vainqueur Ligue des champions |
| 2008-2009 | Serie A1 | 3e               | 1/2 finale   | 1/2 finale     | -                   | Vainqueur Ligue des champions |
| 2007-2008 | Serie A1 | 2e               | 1/2 finale   | Vainqueur      | Finaliste           | -                             |
| 2006-2007 | Serie A1 | 3e               | 1/4 finale   | 1/2 finale     | -                   | Vainqueur Ligue des champions |
| 2005-2006 | Serie A1 | 2e               | Champion     | Vainqueur      | -                   | 3e Ligue des champions        |
| 2004-2005 | Serie A1 | 1er              | Finaliste    | Finaliste      | Finaliste           | Vainqueur Ligue des champions |
| 2003-2004 | Serie A1 | 1er              | Champion     | Finaliste      | Vainqueur           | Vainqueur Coupe de la CEV     |
| 2002-2003 | Serie A1 | 5e               | 1/2 finale   | 1/4 finale     | -                   | 3e Ligue des champions        |
| 2001-2002 | Serie A1 | 1er              | Champion     | Finaliste      | Finaliste           | Finaliste Ligue des champions |
| 2000-2001 | Serie A1 | 3e               | Finaliste    | Finaliste      | Finaliste           | Finaliste Coupe de la CEV     |
| 1999-2000 | Serie A1 | 3e               | 1/4 finale   | 1/4 finale     | -                   | Vainqueur Coupe des champions |
| 1998-1999 | Serie A1 | 2e               | Champion     | 1/4 finale     | Vainqueur           | Vainqueur Coupe des champions |
| 1997-1998 | Serie A1 | 2e               | Champion     | Vainqueur      | Vainqueur           | 3e Coupe des champions        |
| 1996-1997 | Serie A1 | 2e               | Champion     | Vainqueur      | Vainqueur           | Vainqueur Coupe des champions |
| 1995-1996 | Serie A1 | 1er              | Champion     | Vainqueur      | Vainqueur           | 1/8 finale Coupe de la CEV    |
| 1994-1995 | Serie A1 | 5e               | 1/4 finale   | 1/8 finale     | -                   | -                             |